# Trichochermes bicolor
Trichochermes bicolor är en insektsart som beskrevs av Shinji Kuwayama 1910. Trichochermes bicolor ingår i släktet Trichochermes och familjen spetsbladloppor. Inga underarter finns listade i Catalogue of Life.